# 任亨泰

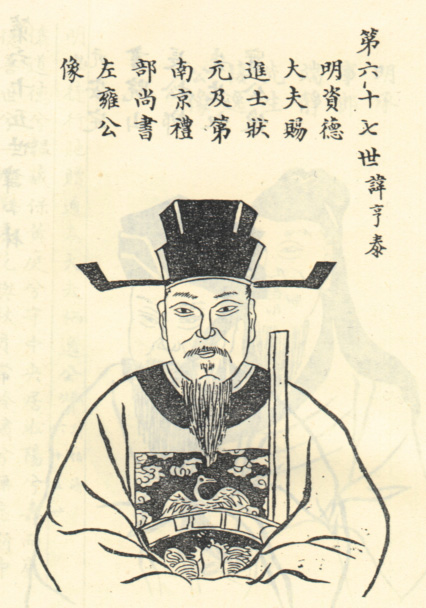
民国修《江苏如皋任氏宗谱》之任亨泰像

任亨泰，字古雍，湖廣襄陽縣(今天湖北省襄樊市 ) 人氏，祖籍休寧縣古樓。明朝狀元。

## 生平
自小讀書過目成誦。洪武二十一年（1388年）廷試，明太祖親自閱卷，以為亨泰“对策详明，以天下为己任”，擢為進士第一名，建状元坊。授翰林修撰，升禮部尚書，洪武二十八年（1395年），出使安南。出使回来后，任亨泰因为私自购买蛮人做仆人，被降职为御史。不久之后，思明的土官与安南发生了边界争端，诉讼中又牵连到任亨泰，因此他被免去了官职。。